# The Moon Riders
The Moon Riders é um seriado estadunidense de 1920, gênero Western, dirigido por B. Reeves Eason e Theodore Wharton, em 18 capítulos, estrelado por Art Acord e Mildred Moore. Produzido e distribuído pela Universal Pictures, foi o seriado nº 23, e veiculou nos cinemas estadunidenses a partir de 26 de abril de 1920.
Este seriado é considerado perdido.

## Elenco
- Art Acord - Buck Ravelle, um Ranger. Foi o primeiro seriado de Art Acord.
- Mildred Moore - Anna Baldwin, filha de Arizona
- Charles Newton - Arizona Baldwin
- George Field - Egbert, líder dos Moon Riders
- Beatrice Dominguez - Rosa
- Tote Du Crow - Warpee, Chefe índio
- Albert MacQuarrie - Gant

## Capítulos
1. Over the Precipice
2. The Masked Marauders
3. The Red Rage of Jealousy
4. Vultures of the Hills
5. The Death Trap
6. Caves of Mystery
7. The Menacing Monster
8. At the Rope's End
9. The Triple Menace
10. The Moon Rider's Bride
11. Death's Door
12. The Pit of Fire
13. The House of Doom
14. Unmasked
15. His Hour of Torture
16. The Flaming Peril
17. Rushing Waters
18. Clearing Skies

Fonte: 